# Todd Scott
Todd Scott é o proprietário e editor da National Business Review, ao lado de sua esposa, Jackie Scott.

## Biografia
Em 1989, Scott foi nomeado açougueiro jovem do ano na Nova Zelândia.

### Rádio
Durante o início dos anos 90, Scott foi anunciador em meio período na More FM. Ele foi o vendedor do ano em 2003 do NZ Radio Awards. Em 2004, como consultor de promoções da RadioWorks, Scott concedeu a The Edge 97.5 Wellington/WelTec Scholarship a um aluno beneficiário do Wellington Institute of Technology.

### Televisão
Em 1997 e 1998, Scott co-organizou a Lotto com Hilary Timmins e em 1999 apareceu no programa de televisão Wish You Were Here. Ele apareceu no Target da TV3 de 2002 a 2004 e organizou o concurso de perguntas e respostas Cash Battle na TV2 em 2005.

### National Business Review
Em setembro de 2008, Scott foi nomeado diretor de vendas da National Business Review.